# Le Défi (voile)
Pour les articles homonymes, voir Le Défi.
Le Défi, devenu par la suite Le Défi Areva, est une équipe professionnelle de voile d'origine  française participant à la Coupe de l'America. Ses responsables sont Luc Gellusseau, Pierre Mas et Xavier de Lesquen.

## Historique
La première participation du Défi est Le Défi Bouygues Telecom avec le bateau 6e Sens  dont les sponsors principaux sont les sociétés Bouygues Telecom et Transiciel. Après un premier et second round robin très difficiles, le bateau gagne toutes les courses du troisième round robin, lui permettant d'accéder aux demi-finales de la Coupe de l'America 2000 à Auckland.
Par la suite, soutenu par le groupe français Areva, lors de sa deuxième participation le Défi est nommé Le Défi Areva. Doté d'un des plus faibles budgets de l'édition 2003 de la Coupe de l'America, Le Défi Areva ne passe pas le cap des quarts de finale.
En 2004, Le Défi participe aux premières régates européennes de la 32e édition de la Coupe de l'America à Marseille puis Valence. Il est alors encore sous couleurs françaises. Ne trouvant pas de repreneur, le bateau en carbone est ensuite détruit dans un atelier spécialisé.
En mars 2005, Le Défi annonce la création de China Team avec des partenaires chinois emmenés par Wang Chaoyong et Li Yifei. Le Défi gère la participation du premier Challenge chinois dans la Coupe de l'America, avec la construction du bateau Longtze (CHN-95), qui succède donc au Défi français.